# Cheumatopsyche edista
Cheumatopsyche edista là một loài Trichoptera trong họ Hydropsychidae. Chúng phân bố ở miền Tân bắc.